# Sidney Perham

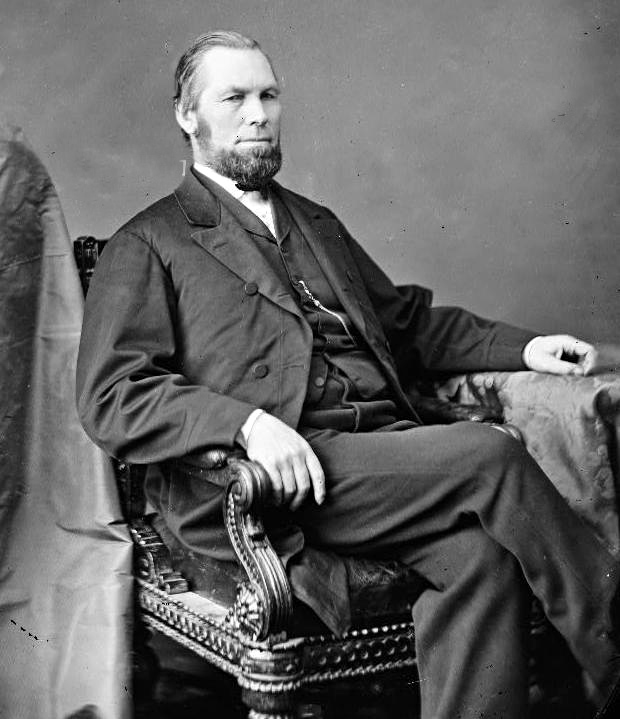
Sidney Perham

Sidney Perham (* 27. März 1819 in Woodstock, Oxford County, Massachusetts; † 10. April 1907 in Washington, D.C.) war ein US-amerikanischer Politiker und von 1871 bis 1874 Gouverneur des Bundesstaates Maine.

## Frühe Jahre und politischer Aufstieg
Der im heutigen Maine geborene Sidney Perham besuchte die örtlichen Schulen seiner Heimat und die Gould Academy. Danach war er 15 Jahre lang als Lehrer tätig. In den Sommermonaten arbeitete er auch als Farmer. Ab 1840 war er politisch aktiv. In diesem Jahr wurde er Stadtrat in Woodstock. In den Jahren 1853 und 1854 war er an der Gründung der Republikanischen Partei beteiligt. Gleichzeitig war er im Landwirtschaftsausschuss von Maine und Senator im Staatssenat, wo er 1854 sogar als Präsident des Hauses amtierte. Zwischen 1859 und 1863 war Perham Protokollführer an den Gerichten im Oxford County; von 1863 bis 1869 vertrat er seinen Staat im US-Repräsentantenhaus in Washington. Im Jahr 1870 wurde Perham als republikanischer Kandidat zum neuen Gouverneur von Maine gewählt.

## Gouverneur von Maine
Perham trat sein neues Amt am 4. Januar 1871 an. Nachdem er in den Jahren 1871 und 1872 jeweils bestätigt worden war, konnte er bis zum 7. Januar 1874 amtieren. In seiner Amtszeit wurden die Legislaturperiode in Maine von einem auf zwei Jahre verlängert. Damals wurde auch der Einsatz von Sträflingen als Industriearbeiter vorgeschlagen. Auf dem Gebiet des Schulwesens wurden kostenlose High Schools eingeführt und eine Industrieschule für Mädchen gegründet.
Im Jahr 1875 war Perham Secretary of State von Maine. Zwischen 1877 und 1885 fungierte er als Schadensgutachter der Zollbehörde im Hafen von Portland. Sidney Perham starb am 10. April 1907. Er war mit Almena J. Hathaway verheiratet, mit der er sechs Kinder hatte.